# ترجمة هاتفية
تعتبر «الترجمة الهاتفية» خدمة تصل المترجمين الشفهيين باستخدام الهاتف بالأفراد الذين يودون مخاطبة بعضهم البعض إلا أنهم لا يتشاركون لغة مشتركة. يقوم المترجم الهاتفي بترجمة اللغة المنطوقة من لغة لأخرى، مما يتيح المستمع والمتحدث من فهم بعضهما. وغالبا ما تندرج الترجمة الهاتفية تحت الترجمة التتبعية مما يعني أن على المترجم أن ينتظر حتى ينهي المتحدث لفظه قبل أن يبدأ بالترجمة للغة الأخرى.
كما تعتبر الترجمة الهاتفية أحدأشكال أو آليات النقل المتاحة لتوفير خدمات الترجمة الشفهية. وهنالك أشكال أخرى لخدمات نقل الترجمة الشفهية وتشمل الترجمة الشفهية بحضور المترجم والترجمة المرئية للصم وضعاف السمع.

## التاريخ الزمني
•	1973: قدمت أستراليا الترجمة الهاتفية كخدمة مجانية كاستجابة لمجتمعات المهاجرين النامية.
•	1981: توفرت بها أول خدمة ترجمة على الهاتف في الولايات المتحدة.
•	1981-1990: دخلت الترجمة الهاتفية صناعات كبرى بالولايات المتحدة والتي تشمل الخدمات المالية والاتصالات السلكية واللاسلكية والرعاية الصحية والسلامة العامة.
•	1990 (التسعينات): نمى الطلب لاستخدام الترجمة الهاتفية نموا كبيرا، ومن العوامل المساهمة: انخفاض أسعار المكالمات الهاتفية بعيدة المدى والرقم المجاني والوصول وتوجهات الهجرة.
•	1995: تبنت شركة خدمات اللغة كيفماركKevmark التي عرفت فيما بعد باسم سيراكوم CyraComبراءة اختراعهاتف ذو سماعات متعددة ملائم للارجمة الهاتفية.
•	1999: باعت شركة آي تي آند تي AT&T على شركة خدمات اللغة الخدمات اللغوية على الخط Language Line Services.
•	2000: أصبحت الترجمة الهاتفية أكثر تعقيدا وذلك من ناحية جودة الترجمة وسرعة الاتصال، كما أصبحت خدمة المستخدم أكثر أهمية لدى المستهلكين.
•	2005: قدر سوق الترجمة الهاتفية الأمريكي بحوالي 200 مليون دولار.
•	2013: انضمت شركة مترجمي المحيط الهادئ Pacific Interpreters لشركة شركة خدمات الترجمة Language Lines Services.

## المزودون
هنالك الكثير من المنظمات التي توفر خدمات ترجمة هاتفية ومن ضمنها الشركات الربحية والمنظمات الحكومية والمجموعات غير الربحية والانقسامات الداخلية الموجودة بداخل المنظمات. فمثلا: تدير الحكومة الأسترالية خدمة ترجمة هاتفية، كذلك تفعل حكومات كلا من جنوب أفريقيا ونيوزيلندا.

## الولايات المتّحدة الأمريكيّة
تستخدم المحاكم الفيدرالية بالولايات المتّحدة الأمريكيّة الترجمة الهاتفية استخداما كبيرا.كما يتوفر العديد من المزودون التجاريون المستخدمون بشكل شائع. يربط العديد من مزودو الترجمة الهاتفية التجارية المستخدمون بالمترجمين الشفهيين بأكثر من 150 لغة. يدعي بعض المزودون بأن لديهم القدرة على الربط بأحد المترجمين الشفهيين بأي وقت من اليوم وذلك في بضع ثوان. كما توفر بعض المستشفيات ونظم الرعاية الصحية خدمات الترجمة الهاتفية.
ومن أهم المزودين للترجمة الهاتفية بالولايات المتحدة شركة خدمات اللغة على الخط Language Line Services , وسيراكوم العالمية CyraCom International وشركة مترجمي المحيط الهادئ Pacific Interpreters. كانت شركة سيراكوم CyraCom ثاني أكبر مورد للترجمة الهاتفية في العالم، بعد شركة الخدمات اللغوية على الخط Language Line Services التي احتلت المركز الأول، في حين احتلت شركة مترجمي المحيط الهادئ Pacific Interpreters المركز الخامس.
وانضمت شركة مترجمي المحيط الهادي Pacific interpreters لشركة الخدمات اللغوية على الخط Language Lines Services .

## المملكة المتّحدة
يعتمدهذا القسم على مراجع ومصادر أوّليّة. نرجو إضافة مراجع للمصادر الثانوية أو الثالثة. (أبريل 2010)
تعتبر شركة خط اللغة التي كانت في بادئ الأمر مؤسسة خيرية مزود شركة ترجمة شفهية تجارية. ولاحظ الناشط الاجتماعي مايكل يونغ أن معوقات اللغة كانت تؤدي لحصول الأقليات العرقية الموجودة بمستشفى رويال لندن Royal London Hospital على خدمات دون المستوى المطلوب، لذا حصل على منحة مالية لتوفير مترجمين هاتفيين بالمجان ابتداء بالعام 1990. وأصبحت الشرطة في «جزيرة الكلاب» Isle of Dogsعميله الثاني، وقام في وقت لاحق بخدمة عملاء الشركات وحول العمل من خيري لتجاري.
وقد انتشرت الشركات التي توفر هذه الخدمة الآن على الصعيد العالمي ويعتبر هذا الأمر فائدة طبيعية للترجمة الشفهية الافتراضية. وكما هو الحال في الترجمة يغطي تنوع المنظمات الترجمة الشفهية العامة بالإضافة للترجمة في المجالات المتخصصة كالترجمة القانونية والطبية والصيدلانية وغير ذلك من المجالات.

## أمريكا اللاتينية
يعتمدهذا القسم على مراجع ومصادر أوّليّة. نرجو إضافة مراجع للمصادر الثانوية أو الثالثة. (تشرين الأول/أكتوبر 2012)
تعتبر شركة خدمات اللغات الثنائية Bilingual Language Services أكبر موفر لخدمات اللغة في أمريكا[ ؟ ] اللاتينية، فهي توفر حلول للغات بثلاث لغات مصدر هي الإسبانية والإنجليزية والبرتغالية ل170 لغة. ولاحظ المبادر البيروفيدايفيدميقوDavid Mego أن معوقات اللغات كانت تؤدي لحصول الشركات على خدمات متدنية المستوى، بالتحديد الشركات التي تتعامل مع دول تتحدث الإنجليزية، لذا أسس شركة «خدمات اللغات الثنائية» Bilingual Language Servicesتقوم بتوفير ترجمة للمستندات، ومترجمين للمؤتمرات ومترجمين هاتفيين، وقد بادرت الشركات القانونية والمناجم بالتوقيع للحصول على هذه الخدمة نظرا لطبيعة عملهم التي تتطلب تواصلا مستمرا مع العملاء والعاملين الذين يعملون عن بعد. ونما الحاجة لمترجمين ومترجمين شفهيين برتغاليين حين قامت بيرو بتوقيع اتفاق تجارة حرة مع البرازيل. وكان هذا الوقت مثاليا لتتخذ شركة خدمات اللغات الثنائية زمام المبادرة وتقوم بعرض خدماتها التي تقدم بالبرتغالية لتلك الشركات البرازيلية التي تقوم بأعمال في بيرو.
وكنتيجة للفائدة الطبيعية «لافتراض البيئة» يعمل المترجمون واللغويون والمترجمون الشفهيون في شركة خدمات اللغات الثنائية في جميع المناطق الزمنية، كما أنها توفر خدمات في مجالات متخصصة كالتكنولوجيا والتعدين والقانون والطب والصيدلة وغيرها من المجالات.

## المعدات
يصل المستخدمون لخدمات الترجمة الهاتفية باستخدام هاتف أو جهاز كمبيوتر يستخدم تقنية نقل الصوت عبر بروتوكل الإنترنت المتنقل VoIP. . وفي حال كان كلا الطرفان اللذان يودان التواصل في نفس الموقع فقد يستخدمون هاتف مزدوج السماعات أي هاتف بمتلقيين وهذا الأمر يوفر عناء تناقل الهاتف من طرف لآخر. كما تستخدم مكبرات الصوت أحيانا إلا أنها قد تخلق تحديات من ناحية الخصوصية ومن ناحية المترجم لاسيما بوجود ضوضاء في الخلفية وهو أمر يعيق قدرة المترجم الشفهي على الاستماع.
وأول من قدم الهاتف ذو السماعتين شركة سيراكوم CyraCom، التي تعد موفرا لخدمات الترجمة الهاتفية والتي تتوفر على نطاق واسع هذه الأيام. ويقدم موفرو الترجمة الهاتفية بالمملكة المتحدة أمورا مختلفة خاصة بحكومتهم. وعادة ما تؤجر هذه الشركات أو تبيع هواتفها لعملائها الذين يستخدمون الترجمة الشفهية إلا أنها تعطيهم حسابات رئيسية كجزء من العقد. ويمكن للعملاء شراء الهواتف ذات السماعتين مما يتيح لهم الحصول على هذه الهواتف مباشرة دون اللجوء لشركات الترجمة الشفهية.
وفي حال كان أحد الطرفين أصم أي يعاني من ضعف في السمع أو أبكم أي يعاني من ضعف في الكلام ويمكن التواصل عن بعد مع مترجم يستخدم لغة الإشارة باستخدام رابط فيلم ومعدات الاتصالات السلكية واللاسلكية اللازمة للفيديوات.
وقام بعض الموفرين مثل: سيراكومCyraCom بتطوير تطبيقات الجوال[ ؟ ] للوصول إلى هذه الخدمة.ويتيح تطبيق سيراكومCyraCom لمقدمي الرعاية الصحية الاتصال بمترجم شفهي يحمل نقالا مما يرفر الوقت في التعامل مع المرضى.

## الوصول
ويمكن تقسيم توفر الترجمة الهاتفية عموما إلى فئتين رئيسيتين هما:
•	آلي: حيث يعمل تطبيق الاتصال الهاتفي التفاعلي (IVR) لتحويل المعطيات المنطوقة أوالنغمة الثنائية متعددة التردد والمترابطة (DTMF) لطلب اتصال بمترجم شفوي للغة معينة (وتحدد اللغة باستخدام رموز لغة فريدة). وقامت شركات مثل سيراكومCyraCom بتطوير تقنية التعرف على الصوت هذه لتوفير الوقت للعملاء الذين قد يكونو بأمس الحاجة للاتصال بخدمة ترجمة شفهية. وكان على الزبائن في السابق البحث عن الرمز الثلاثي للغة للوصول لمترجم.
•	باستخدام مشغل: حيث يستفاد من موظفي خدمة العملاء في الرد على المكالمات وجمع المعلومات المطلوبة من المتصل وتيسير الاتصال بالمترجم الشفهي. وقد تفضل منظمات كخدمات الطوارئ خدمة من هذا القبيل حيث تنعدم معرفة العميل لرموز اللغة.

## الاستخدامات
يشيع استخدام الترجمة الهاتفية في العديد من الأماكن وتشمل الرعاية الصحية والحكومية والمالية ومراكز مكالمات الطوارئ (مثل رقم الطوارئ 911 ورقم خدمة المجتمع 112) وغيرها. والترجمة الهاتفية مفيدة خاصة في الحالات التي سيتواصل فيها الطرفان عبر الهاتف على أية حال، كالتفاعل الذي بين مراكز الاتصال والمستهلكين والاتصالات بين عامة الناس ومراكز مكالمات الطوارئ... إلخ. وقد تستخدم الترجمة الهاتفية لتعبئة النماذج على الخط ومساعدة الأفراد بمشاكل الحسابات.
تعتبر الترجمة الهاتفية المستخدمة من خلال الترجمة عن بعد باستخدام الفيديو (VRI) أو خدمة الفيديو المتتابعة (VRS) مفيدة أيضا عندما يكون أحد الطرفين أصم، أو يعاني من ضعف في السمع أو ضعف في النطق. وعادة ما يكون التدفق في الترجمة الشفهية في مثل هذه الحالات حين تكون الترجمة من وإلى اللغة نفسها مثل أن تكون من لغة الإشارة الفرنسية(FSL)إلى اللغة الفرنسية المنطوقة ومن لغة الإشارة الإسبانية (SSL) إلى اللغة الإسبانية المنطوقة، ومن لغة الإشارة البريطانية (BSL) إلى اللغة الإنجليزية المنطوقة ومن لغة الإشارة الأمريكية (ASL)إلى اللغة الإنجليزاية المنطوقة (حيث أن هناك فرق واضح بين لغة الإشارة البريطانية ولغة الإشارة الأمريكية)، إلخ... كما يتوفر مترجمون للغة إشارة بإمكانهم الترجمة جيدا من وإلى اللغات الأساسية (مثل الترجمة من وإلى لغة الإشارة الإسبانية SSL، والترجمة من وإلى اللغة الإنجليزية المنطوقة)، وإن كانوا قليلون. تتضمن هذه الأنشطة جهدا كبيرا من جانب المترجم، نظراً لأن لغات الإشارة لغات طبيعية متميزة لها شكلها وتركيبها الخاص والمختلف عن النسخة المسموعة من اللغة نفسها.
لمزيد من المعلومات انظر: Video Relay Service

## السوق
يعتمدهذا القسم على مراجع ومصادر أوّليّة. نرجو إضافة مراجع للمصادر الثانوية أو الثالثة. (أغسطس 2011)
بلغت قيمة سوق الترجمة الهاتفية 700$ مليون دولار في عام 2007، مع ما يقدر بحوالي 500$ مليون دولار ولدت في الولايات المتحدة. وتقدر شركة تحليل الصناعة «كومون سنس أدفايزورس» Common Sense Advisory أن قيمة السوق ستبلغ 1.2$ مليار في عام 2012، أي بزيادة قدرها 70% عن عام 2007. ويعتبر سوق الترجمة الهاتفية عالميا ويضم شركات من الولايات المتحدة وهولندا والسويد وفرنسا والمملكة المتحدة وكندا والهند والصين والنرويج وإسبانيا وهونغ كونغ.